# سیارک ۱۶۸۱
سیارک ۱۶۸۱ (به انگلیسی: 1681 Steinmetz، نامگذاری:1948WE) هزار و ششصد و هشتاد و یکمین سیارک کشف شده‌است که در ۲۳ نوامبر ۱۹۴۸ و در نیس کشف شد.
قدر مطلق سیارک برابر ۱۱٫۵۶ است.